# Giovanni Antonino
Giovanni Antonino (Brindisi, 24 giugno 1958) è un politico italiano, sindaco di Brindisi dal 1997 al 2003.

## Biografia
Eletto consigliere comunale della città di Brindisi nel maggio del 1990 nelle file del Partito Repubblicano Italiano, viene nominato assessore alle Attività produttive nello stesso anno e vi rimane in carica sino al 1992, allorché diviene assessore all'Urbanistica. Nel 1994, dopo aver partecipato alla fondazione del partito Forza Italia, dà vita ad un proprio movimento politico inizialmente chiamato Alleanza per Brindisi, poi ribattezzato Uniti Per Brindisi ed infine Centro Democratico, con cui viene eletto sindaco nel novembre del 1997. Nel 2002 viene riconfermato sindaco con il 72,4% dei voti, dopo un ribaltone che lo porta dalla guida di una coalizione di centrodestra al capeggiare una giunta di centrosinistra.

## Procedimenti giudiziari
- Nel 2003 viene arrestato, insieme ad altri cinque fra assessori e consiglieri comunali di centrosinistra e di Forza Italia, con accuse di concussione, corruzione e truffa.[3] Le vicende giudiziarie portano inevitabilmente alle dimissioni da sindaco. Il conseguente processo viene ribattezzato la "Tangentopoli brindisina" e si conclude con il patteggiamento a 3 anni e 6 mesi di reclusione che Antonino sconta in parte in carcere.[4] L'esperienza spinge l'ex sindaco a scrivere il libro autobiografico Il peggiore di tutti, pubblicato nel 2004.
- Nel 2007 Antonino viene arrestato per corruzione in relazione alla realizzazione di un impianto di rigassificazione da parte della British Gas.[5] Nel 2012 il reato è dichiarato prescritto per decorrenza dei termini.[6]